# Amplirhagada novelta
Amplirhagada novelta är en snäckart som beskrevs av Tom Iredale 1939. Amplirhagada novelta ingår i släktet Amplirhagada och familjen Camaenidae. Inga underarter finns listade i Catalogue of Life.